# Saint-Jacques-des-Arrêts
Saint-Jacques-des-Arrêts is een plaats en was een gemeente in het Franse departement Rhône (regio Auvergne-Rhône-Alpes) en telt 111 inwoners (2009). De plaats maakt deel uit van het arrondissement Villefranche-sur-Saône.
Op 1 januari 2019 ging de gemeente Saint-Jacques-des-Arrêts op in de nieuw gevormde gemeente Deux-Grosnes. Bij die fusie gingen ook de buurgemeenten Avenas,  Monsols, Ouroux, Saint-Christophe,  Saint-Mamert en Trades op in Deux-Grosnes.

## Geografie
De oppervlakte van Saint-Jacques-des-Arrêts bedraagt 7,6 km², de bevolkingsdichtheid is dus 14,6 inwoners per km².
De onderstaande kaart toont de ligging van Saint-Jacques-des-Arrêts met de belangrijkste infrastructuur en aangrenzende gemeenten.

## Demografie
Onderstaande figuur toont het verloop van het inwonertal (bron: INSEE-tellingen).